# África do Sul na Universíada de Verão de 2021
A África do Sul participou da Universíada de Verão de 2021, que aconteceu em Chengdu, na China, entre 28 de julho e 8 de agosto de 2023.
Foram 135 atletas — 70 masculinos e 65 femininos — em 13 modalidades olímpicas.

## Competidores
Estas foram as modalidades e atletas que disputaram a edição:
| Esporte             | Masculino | Feminino | Total |
| ------------------- | --------- | -------- | ----- |
| Atletismo           | 25        | 24       | 49    |
| Badminton           | 2         | 0        | 2     |
| Basquetebol         | 12        | 0        | 12    |
| Esgrima             | 4         | 0        | 4     |
| Ginástica artística | 1         | 2        | 3     |
| Ginástica rítmica   | 0         | 1        | 1     |
| Judo                | 3         | 3        | 6     |
| Natação             | 11        | 12       | 23    |
| Polo aquático       | 0         | 13       | 13    |
| Remo                | 5         | 3        | 8     |
| Saltos ornamentais  | 1         | 3        | 4     |
| Tiro com arco       | 3         | 0        | 3     |
| Tênis               | 3         | 4        | 7     |
| Total               | 70        | 65       | 135   |

## Medalhas

### Medalhistas
Estes foram os medalhistas desta edição:
| Antoinette van der Merwe Banele Shabangu | Joviale Mbisha Tamzin Thomas |

| Thembo Monareng Tsebo Matsoso | Eckhart Potgieter Shaun Maswanganyi |

| Nhlanhla Maseko Tjaart van der Walt | Wernich van Rensburg Lindukuhle Gora |

| Nadia Gaspari | Chloe Cresswell |

### Por modalidade
Estas foram as medalhas por modalidade nesta edição:
| Esporte       | Medalha de ouro | Medalha de prata | Medalha de bronze | Total de medalhas |
| ------------- | --------------- | ---------------- | ----------------- | ----------------- |
| Atletismo     | 2               | 2                | 6                 | 10                |
| Natação       | 0               | 7                | 0                 | 7                 |
| Remo          | 0               | 1                | 1                 | 2                 |
| Tiro com arco | 0               | 1                | 0                 | 1                 |
| Total         | 2               | 11               | 7                 | 20                |